# Tritirachiomycetes
Tritirachiomycetes es una clase de hongos basidiomicetos de la subdivisión Pucciniomycotina que contiene un solo orden Tritirachiales, una familia Tritirachiaceae y esta a su vez contiene dos géneros monotípicos.
Los miembros de esta clase son mohos que fueron clasificados con anterioridad en la división Ascomycota y subdivisión Pezizomycotina debido a las similitudes en los conidios compartida con varios de estos grupos, hasta que varios estudios moleculares recientes confirmaron que no estaban emparentados con esos hongos y que en realidad pertenecen a la división Basidiomycota, estando estrechamente emparentado con los hongos parasitarios de Pucciniomycotina por lo que actualmente se incluyen en esta subdivisión.

## Descripción
Actualmente se tiene poco conocimiento sobre la ecología de estos hongos, pero se sabe que son mohos contaminantes o descomponedores de materia orgánica, incluso algunos pueden ser parásitos de animales y otros hongos. En cultivo científico las colonias de estos hongos varían en color desde rosa pálido, lila o marrón. Las especies se reproducen de manera asexual y el micelio produce conidióforos, que tienen ramas laterales con puntas en zigzag que son características del grupo. Los poros septales son uniperforados simples y tienen la ausencia de doliporos en las hifas de las especies, característico de los basidiomicetos de Pucciniomycotina.

## Géneros
Incluye los siguientes géneros:
- Tritirachiales
  - Tritirachiaceae
    - Tritirachium
    - Paratritirachium